# My-Butterfly
my-Butterfly（マイバタフライ）は、滋賀県出身の日本の4人組ロックバンド。

## メンバー
Chiaki（ちあき、2月26日-） ボーカル担当。
- 滋賀県草津市出身 / A型
- my-Butterflyを始める以前にはモデルとしての活動キャリアも持つ。
- ほぼ全ての楽曲で作詞を担当。

Tac（たっく、6月15日-） ギター,ボーカル,プログラミング担当。
- 大阪府大阪市出身 / B型
- 全楽曲の作曲・編曲・プログラミングを担当。作詞も担当する。
- 2005年〜2013年までROTTENGRAFFTYのマニピュレーターも担当していた。

Toshihiro（としひろ、9月10日-）ベース,コーラス担当。
- 大阪府大阪市出身 / O型
- 2014年2月27日からサポートメンバーとしてライヴに帯同、5月1日に正式加入。
- PassCodeのサポートメンバーとして2016年よりライヴや音源制作に参加。

Hiko（ひこ、8月22日-） ドラムス,コーラス担当。
- 和歌山県和歌山市出身 / B型
- 2011年7月21日に加入。
- 近藤夏子やPurple Stoneなどのアーティストのライヴ時のサポートメンバーとしても活動。

## 旧メンバー
Yorie （よりー、2月8日-） ドラム担当。
- 2009年4月 〜 2010年2月28日

Akira （あきら、12月29日-） ベース担当。
- 2009年4月 〜 2011年6月1日

Ryota （りょうた、1月15日-） ベース担当。
- 2011年7月21日 〜 2013年9月11日

## 概要
- 元々バンドメンバーであったTac、Akira、Yorieの3人にChiakiが加わる形で前身バンドとしての活動を経た後に滋賀を拠点として2009年に結成（正確な結成日時は不明）。滋賀県出身のChiakiとAkira、幼少期を滋賀県で過ごしたTacがいた為に結成当初は滋賀のライヴハウスを拠点に置いて活動していたが、メンバーチェンジなどもあり現在は大阪が活動拠点となっている。
- バンド名である「my-Butterfly」は、英語表現での解釈による「大切なもの」「かけがえのないもの」に由来。
- 2012年3月14日、Vanilla Tunes Musicより1st.DVDシングル『glitter』を発売[1]。それまではデモ音源を主催イベントの特典などとして無料配布してはいたがリリース作品としては今作が自身初となる。また2曲のミュージックビデオを収録したDVDシングルというあまり耳馴染みのない手法でindiesmusic.com(imc)のセールスランキングでは初登場から2週連続で2位にチャートインする。「glitter」でアレンジャーとして制作に関わったKAZUOMIと「NOWHERE」でゲストコーラスに参加したNOBUYAと、当時Tacがマニピュレーターを兼任していたROTTENGRAFFTYのメンバーと、Chiakiの地元滋賀の先輩であるUVERworldのTAKUYA∞と信人がそれぞれ発売に際してコメントを寄せている。
- 2012年8月29日、1stと同様にDVDシングルとして『Around your truth』を発売[2]。藤本みのるが2作に渡り監修した映像も話題となり前作『glitte』に続きチャートインを果たす。
- 2013年9月11日、Ryota(Ba.)の脱退を機にバンドの方向性などが徐々に、よりライヴに重きを置いた活動へとシフトチェンジしていき、その意思表示ともとれる内容の「OVER」で2014年2月、神戸太陽と虎の無料オムニバスCD『PLANET ZOO vol.3』に参加。
- 2014年4月30日、主催イベント「BUTTERFLY EFFECT 11」のステージ上にて、新メンバーToshihiro(Ba.)の加入を発表。
- 2014年9月3日、初音源となる1stミニアルバム『TAPIRUS_E.P.』を発売[3]。また8月19日より同タイトルを銘打った初の全国ツアー「『TAPIRUS_E.P.』 TOUR 2014」を約30公演敢行。
- 2015年9月9日、2ndミニアルバム『IDEOLOGUES_E.P.』を発売[4]。9月11日より「『IDEOLOGUES_E.P.』 TOUR 2015-2016」を敢行。
- 2015年10月19日、Tac(Gt./Vo.)が左眼角膜裂傷の怪我により手術･入院の為にライヴ活動から離脱。また退院後にも精神疾患を患い、療養中である現在は元SeptaluckのKAT(Gt.)がサポートメンバーとしてツアーで演奏。
- 2016年1月4日、2月6日に梅田ZEELAで開催するツアー「my-Butterfly『IDEOLOGUES_E.P.』TOUR 2015-2016」のファイナル公演をもっての解散を発表[5]。「Tac(Gt./Vo.)の視力と精神疾患の回復の見通しが立たないことが大きな理由のひとつ」としながらも「あくまでもメンバー全員で何度も話し合いを重ねた結果の前向きな決断」と彼らのオフィシャルサイトにてコメント。

## 来歴
- 2009年
  - 4月30日、前身バンドを経て、滋賀B-FLATにてライヴ活動を開始する。
- 2010年
  - 2月28日、Yorie(Dr.)の脱退を発表。
  - 5月31日、自身初の主催イベント「BUTTERFLY EFFECT 01」を大阪CLUB DROPにて開催。
  - 9月30日、主催イベント「BUTTERFLY EFFECT 02」をCLUB DROPにて開催。
  - 12月4日、Zepp Sapporoにて開催されたイベント「DAI.EN.KAI」に出演。活動休止を発表していた175Rや、初の東京ドーム公演を終えたばかりのUVERworldとオープニングアクトとして共演を果たす。
- 2011年
  - 1月31日、主催イベント「BUTTERFLY EFFECT 03」をCLUB DROPにて開催。
  - 5月31日、6月1日、主催イベント「BUTTERFLY EFFECT 04」をCLUB DROPにて開催。このイベントの出演を以てAkira(Ba.)が脱退。
  - 7月21日、Ryota(Ba.)、Hiko(Dr.)の加入を発表。
  - 9月30日、主催イベント「BUTTERFLY EFFECT 05」をCLUB DROPにて開催。
- 2012年
  - 1月31日、主催イベント「BUTTERFLY EFFECT 06」をCLUB DROPにて開催。
  - 2月26日、「『glitter』RELEASE PREVIEW」と題したリリース前イベントをChiakiの地元である滋賀U-STONEにて開催。
  - 3月14日、1stDVDシングル『glitter』をインディペンデントレーベル・Vanila Tunes Musicより発売（流通はJAPAN MUSIC SYSTEM）。自身初となる全国流通作品を2曲のミュージックビデオを収録したDVDとして発売。IMCのセールスで2週連続2位、視聴ランク10週連続のチャートイン。UVERworldやROTTENGRAFFTYのメンバーらがコメントを寄せている。
  - 4月6日、4月28日、「『glitter』RELEASE PREMIRE」と題したリリースイベントをCLUB DROP及び渋谷O-Crestにて開催。
  - 5月5日、チャリティーロックフェス「COMIN' KOBE '12」に出演。
  - 5月29日、31日、KNOCK OUT MONKEYらをゲストに迎え主催イベント「BUTTERFLY EFFECT 07」を渋谷O-Crest及びOSAKA MUSEにて開催[6]。
  - 8月3日、BLUE ENCOUNTやROOKiEZ is PUNK'Dらをゲストに迎え主催イベント「BUTTERFLY EFFECT EXTRA」をCLUB DROPにて開催。
  - 8月29日、2ndDVDシングル『Around your truth』を発売。
  - 9月30日、10月15日、AIR SWELLらをゲストに迎え「『Around your truth』RELEASE PREMIRE」と題したリリースイベントをOSAKA MUSE及び渋谷eggmanにて開催[7]。
- 2013年
  - 1月31日、OSAKA MUSEにてDIRTY OLD MENらをゲストに迎えた主催イベント「BUTTERFLY EFFECT 09」を開催。
  - 5月31日、大阪JANUSにてFAT PROPやJaaBourBonzらをゲストに迎えた主催イベント「BUTTERFLY EFFECT 10」を開催。
  - 9月11日、大阪CLUB DROPでのイベント出演のステージ上でこの日限りでのRyota(Ba.)の脱退を発表。方向性の違いによるものであると後にメンバーのオフィシャルブログにてTacが綴っている。
- 2014年
  - 2月17日、神戸のライヴハウス・太陽と虎監修の無料オムニバス『PLANET ZOO vol.3』に新曲「OVER」で参加。
  - 4月30日、1年振りにJAWEYEらをゲストに迎え大阪Zeelaにて開催した主催イベント「BUTTERFLY EFFECT 11」のステージ上にて、新メンバーToshihiro(Ba.)の加入と、今夏の音源リリースと初の全国ツアーの敢行が発表された。
  - 8月19日、神戸太陽と虎公演より「『TAPIRUS_E.P.』TOUR 2014」と銘打った初の全国ツアーをスタート。
  - 9月3日、自身初音源となる1stミニアルバム『TAPIRUS_E.P.』をインディペンデントレーベル・Ace Entertainment Recordsより発売（流通はJAPAN MUSIC SYSTEM）。
  - 11月13日、「『TAPIRUS_E.P.』TOUR 2014」仙台MACANA公演の本番中にTac(Gt./Vo.)が右足首骨折と足底腱膜断裂で全治3ヶ月の怪我を負うも、翌日の水戸LIGHTHOUSE公演から12月12日の大阪Pangeaでのツアーファイナルまで松葉杖姿でそのまま演奏を成し遂げる。
- 2015年
  - 1月9日、Chiaki(Vo.)のインフルエンザ感染により大阪Zeelaにて出演予定だったイベントの出演をキャンセル。
  - 1月23日、大阪DROPにて主催イベント「BUTTERFLY EFFECT 12」を開催。
  - 5月3日、大阪DROPにて主催イベント「BUTTERFLY EFFECT 13」を開催。
  - 9月9日、2ndミニアルバム『IDEOLOGUES_E.P.』発売。
  - 9月11日、大阪VARON公演より全国ツアー「『IDEOLOGUES_E.P.』TOUR 2015-2016」をスタート。
  - 10月19日、Tacが左眼角膜裂傷の怪我により手術入院し退院後にも精神疾患を患いそのまま離脱。Tacの療養中のライヴ活動は元SeptaluckのKAT(Gt.)がサポートメンバーとして帯同しそのままツアーを継続する。
- 2016年
  - 1月4日、オフィシャルサイトにて2月6日の大阪Zeelaで開催される「『IDEOLOGUES_E.P.』TOUR 2015-2016」のファイナル公演をもっての解散がアナウンスされる。

## ディスコグラフィー
DVDシングル
|     | 発売日        | タイトル          | 収録曲                        | 規格 | 規格品番                    | 流通 |
| --- | ------------- | ----------------- | ----------------------------- | ---- | --------------------------- | ---- |
| 1st | 2012年3月14日 | glitter           | glitter NOWHERE               | DVD  | VTDV-1001（初回生産限定盤） | JMS  |
| 2nd | 2012年8月29日 | Around your truth | Around your truth DESTiNAT!ON | DVD  | VTDV-1002（初回生産限定盤） | JMS  |

ミニアルバム
|     | 発売日       | タイトル        | 収録曲 | 規格   | 規格品番 | 流通 |
| --- | ------------ | --------------- | --- | ------ | -------- | ---- |
| 1st | 2014年9月3日 | TAPIRUS_E.P.    | The tapir NOWHERE (TAPIRUS_E.P. MIX) たられば Around your truth (TAPIRUS_E.P. MIX) 感情線スターダスト OVER (TAPIRUS_E.P. MIX) | 12cmCD | ACER-102 | JMS  |
| 2nd | 2015年9月9日 | IDEOLOGUES_E.P. | I.D. DREAMER≠BELIEVER ココロ躍るサイレンス Ending of this stories 暁 : Burn it dawn 其の瞳の中に映る虚と真と、                | 12cmCD | ACER-106 | JMS  |

### 参加作品
コンピレーション・アルバム
| 発売日        | タイトル                                                   | 収録曲 | 規格   | 規格品番 |
| ------------- | ---------------------------------------------------------- | ------ | ------ | -------- |
| 2014年2月17日 | 太陽と虎監修：新音楽動物図鑑 Free Sampler PLANET ZOO vol.3 | OVER   | 12cmCD | TTRA-003 |

未発売音源
| 配布日        | タイトル                    | 収録曲               | 規格 | 備考                                                                        |
| ------------- | --------------------------- | -------------------- | ---- | --------------------------------------------------------------------------- |
| 2010年12月4日 | DEMO                        | glitter Beginning    | CD-R | ※1stDVDシングル『glitter』に収録。「Beginning」は現在、音源化されていない。 |
| 2011年1月31日 | NOWHERE                     | NOWHERE              | CD-R | ※1stDVDシングル「glitter」に収録                                            |
| 2011年1月31日 | 虹色AQUA.（ナナイロアクア） | 虹色AQUA.            | CD-R | ※現在、音源化はされていない                                                 |
| 2011年1月31日 | Beginning                   | Beginning リフレイン | CD-R | ※現在、音源化はされていない                                                 |
| 2011年5月31日 | BRandNEWWorLD               | Brand NEW WorLD      | CD-R | ※現在、音源化はされていない                                                 |

## ミュージックビデオ
| 監督                        | 曲名                                                       |
| 藤本みのる(Minoru Fujimoto) | 「glitter」「NOWHERE」「DESTiNAT!ON」「Around your truth」 |
| 不明                        | 「OVER」                                                   |

## 主な出演イベント
- 2009年04月30日 - ROACH TOUR 2009 SPRING -DESTROY TO KNOW MYSELF-
- 2009年05月17日 - coldrain 『8AM』TOUR 2009
- 2009年07月16日 - B-FLAT 10th Anniversary GREATEST LIVE!!
- 2010年01月11日 - SiM「We're screamin' on the STAGE,not your iPod」TOUR
- 2010年03月11日 - BACK-ON TOUR 2010「SONIC CONCORDE」
- 2010年04月28日 - NUBO『HANDMADE PLAYGROUND』TOUR 2010
- 2010年05月31日 - BUTTERFLY EFFECT 01
- 2010年09月20日〜10月14日 - ジン モンスターエンジンツアー
- 2010年09月30日 - BUTTERFLY EFFECT 02
- 2010年10月03日 - UPLIFT SPICE Memento tour
- 2010年10月20日 - Fear, and Loathing in Las Vegas『Dance ＆ Scream』RELEASE PRE.TOUR 2010
- 2010年12月04日 - DAI.EN.KAI special ～アリガトウ～
- 2011年01月31日 - BUTTERFLY EFFECT 03
- 2011年04月06日 - UNLIMITS トランキライザー TOUR 2011
- 2011年05月31日〜6月01日 - BUTTERFLY EFFECT 04
- 2011年06月18日 - UNIONWAY FEST 2011
- 2011年07月31日 - 響姫祭2011
- 2011年09月30日 - BUTTERFLY EFFECT 05
- 2011年10月01日 - MUSIC CITY TENJIN 2011 LIVE CIRCUIT
- 2011年11月04日 - Scars Borough which one? Tour
- 2011年11月23日 - Dirty Old Men TOUR 2011 AW
- 2011年11月24日 - knotlamp Bridges We’ve Dreamed TOUR 2011
- 2012年01月31日 - BUTTERFLY EFFECT 06
- 2012年02月23日 - ROACH No Reason in the Pit Tour
- 2012年02月26日 - my-Butterfly『glitter』RELEASE PREVIEW
- 2012年03月16日 - J-COM MUSIC☆JUNGLE TV LIVE#3
- 2012年04月06〜28日 - my-Butterfly『glitter』RELEASE PREMIER
- 2012年05月05日 - COMIN'KOBE'12
- 2012年05月29〜31日 - BUTTERFLY EFFECT 07
- 2012年07月05日 - ARTEMA『UNLIMITED BREAKER』Release Tour
- 2012年07月22日 - 響姫祭2012
- 2012年07月26日 - HUCKLEBERRY 20th.Anniversary - New media "MEGA" market
- 2012年08月03日 - BUTTERFLY EFFECT EXTRA
- 2012年09月16日 - my-Butterfly『Around your truth』RELEASE PREMIER UNPLUGGED
- 2011年09月29日 - MUSIC CITY TENJIN 2012 LIVE CIRCUIT
- 2012年09月30日 - BUTTERFLY EFFECT 08
- 2012年10月06〜08日 - UNIONWAY FEST 2012
- 2012年10月13日 - MINAMI WHEEL 2012
- 2012年10月15日 - my-Butterfly『Around your truth』RELEASE PREMIER
- 2012年10月23日〜11月23日 - ROOKiEZ is PUNK'D『From Dusk Till Dawn』Tour 2012
- 2012年11月17〜18日 - knotlamp「Geoglyph TOUR 2012」
- 2012年12月03日 - KIDS『奇跡の軌跡』レコ発ツアー x BLUE ENCOUNT presents「LIVE EFFECT EXTRA」
- 2012年12月19日 - ROOKiEZ is PUNK'D BUMP ON da STYLE vol.21-BUMP is still not PUNK'D-
- 2013年01月31日 - BUTTERFLY EFFECT 09
- 2013年02月10日 - JAWEYE「PULSE TOUR 2013」
- 2013年04月24日〜05月09日 - DUFF MASTER PEACE TOUR 2013 "JUST DO IT"
- 2013年05月04日 - GOLD RUSH 2013
- 2013年05月14日 - CLUBDROP×audioleaf×MAG SYSTEM presents「TRANSIT」
- 2013年05月31日 - BUTTERFLY EFFECT 10
- 2013年07月04日 - Vibedred『Ark』Release Tour
- 2013年08月21日 - AIR SWELL THE ART OF PSYCHO TOUR 2013
- 2013年08月29日 - ORGAN DONOR -心斎橋CLUB DROP 10th ANNIVERSARY-
- 2013年09月04日 - ジン Follow The Seeker TOUR
- 2013年09月29日 - MUSIC CITY TENJIN 2013 LIVE CIRCUIT
- 2013年10月14日 - MINAMI WHEEL 2013
- 2013年10月20日 - NAGO STEP 3D
- 2013年10月28日 - NOiD vol.27
- 2013年10月31日 - ドギマズン2013
- 2013年11月17日 - GRANDLINE 2013
- 2013年12月15日 - FABLED NUMBER「Might makes right" tour 2013-2014」/ JAWEYE「ALTERNATIVE WORLD TOUR 2013-2014」ダブルレコ発!!〜鎖骨回収GIG!!〜
- 2014年02月02日 - JAWEYE「ALTERNATIVE WORLD TOUR 2013-2014」
- 2014年02月20日 - 太陽と虎監修：新音楽動物図鑑 Free Sampler『PLANET ZOO vol.3』レコ発
- 2014年03月19日 - NOiD vol.32
- 2014年04月30日 - BUTTERFLY EFFECT 11
- 2014年05月04日 - GOLD RUSH 2014
- 2014年07月14〜16日 - ONE BUCK TUNER『Bye Bye Radioman』Release Tour
- 2014年07月19日 - MELLOWSHiP CREATE THE WORLD TOUR 2104「BATTLESHiP」
- 2014年08月03日〜09月28日 - RONDONRATS。eat sorrow and happiness!! DIMENSION TRIP「REBOOT」TOUR 2014-2015
- 2014年08月11〜13日 - FAKEFACE『FACES』TOUR 2014
- 2014年08月19日〜12月12日 - my-Butterfly『TAPIRUS_E.P.』TOUR 2014
- 2014年10月11日 - NAGO STEP 2014
- 2014年10月13日 - wrong city『Induction Of Otherside Tour 2014』/ SKALL HEADZ『Come Along Now Tour 2014-2015』
- 2015年01月18日 - GRANDLINE 2015
- 2015年01月23日 - BUTTERFLY EFFECT 12
- 2015年02月07日 - HOMIES vol.120
- 2015年02月09〜10日 - Dance.Rock.Night
- 2015年03月04日 - Anny 泣いてもいいやんつあー2015
- 2015年04月25〜28日 - 彼女 in the display「JAPANESE ORDER TOUR-そろそろアルバムも擦り切れたでしょ？-」× ROOKiEZ is PUNK'D『リマインド』Release Tour2015 九州編
- 2015年05月03日 - BUTTERFLY EFFECT 13
- 2015年05月04日 - GOLD RUSH 2015
- 2015年05月18日 - Survive Said The Prophet『Course Of Action』Release Tour
- 2015年07月09日 - 浮遊スル猫『梦を解く』Release Tour
- 2015年07月10日 - LOCAL CONNECT『過去ツナグ未来』リリースツアー
- 2015年07月29〜30日 - ヒステリックパニック オトナとオモチャでアソボウゼー!! TOUR 2015
- 2015年09月11日〜2016年02月06日 - my-Butterfly『IDEOLOGUES_E.P.』TOUR 2015-2016
- 2015年09月23日 - SHARES REVOLUTION 2015
- 2015年10月16日 - NAGO STEP!!! 2015

### インタビュー
- JUNGLELIFE(2012年3月)
- スタジオラグ(2012年8月)
- JUNGLELIFE(2012年8月)
- 激ロック(2015年9月)